# Národní basketbalová liga
Kooperativa Národní basketbalová liga (zkráceně Kooperativa NBL) je nejvyšší česká soutěž v basketbalu mužů, vzniklá po rozdělení Československa v roce 1993. V letech 1998 až 2014 nesla jméno Mattoni NBL. Nejúspěšnějším týmem soutěže je ERA Basketball Nymburk, který do roku 2025 vyhrál 20 titulů z třiadvaceti odehraných ročníků. Úřadujícím šampiónem pro ročník 2024/2025 je Středočeský tým ERA basketball Nymburk.

## Historie

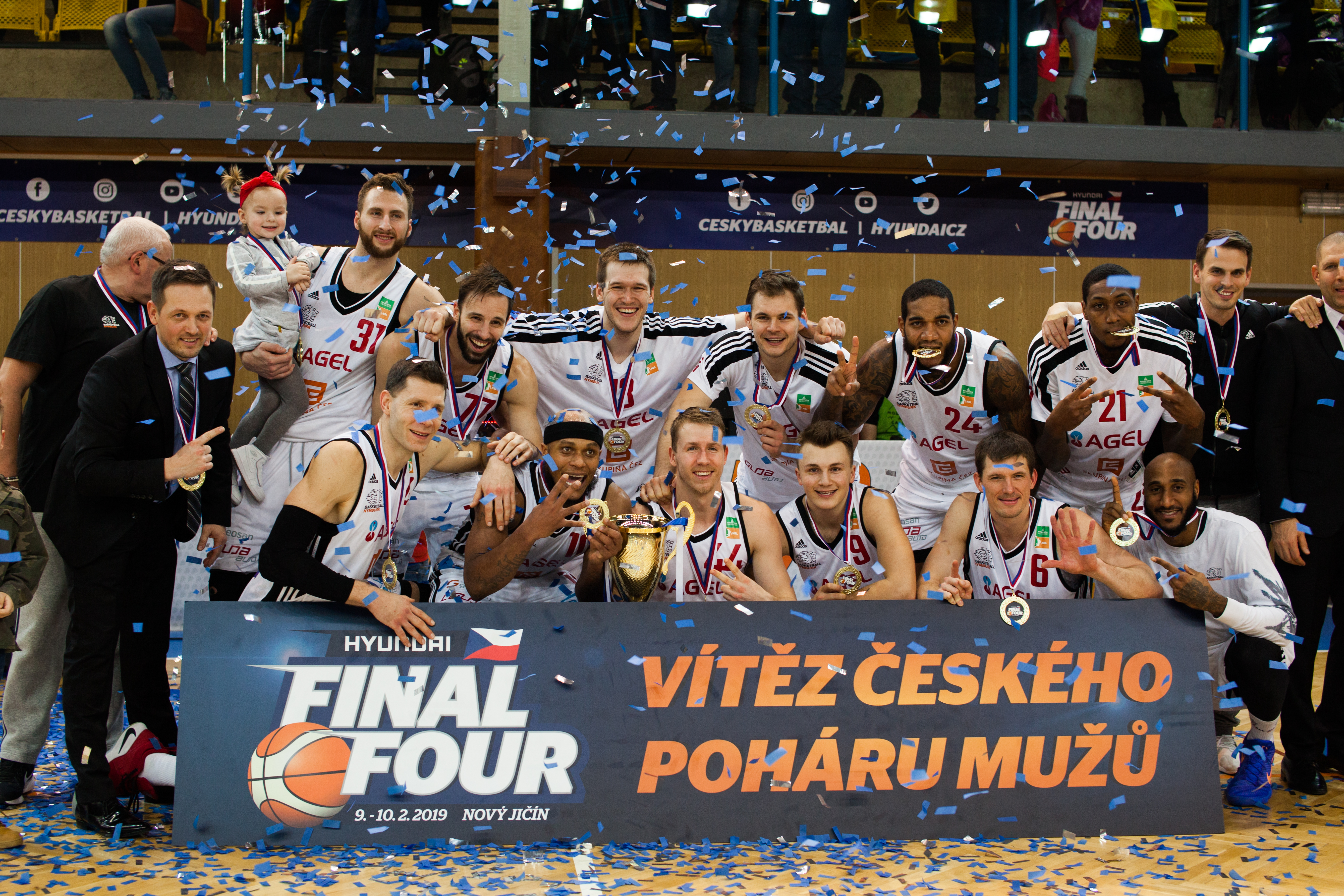
Basketball Nymburk, vítězové NBL 2018/19

Po rozdělení Československa 1. ledna 1993 na dva samostatné státy byl ročník Československé basketbalové ligy 1992/93 ukončen už v lednu po základní části soutěže a play-off nebylo hráno. Kluby československé ligy byly rozděleny do dvou samostatných nejvyšších národních soutěží, které dostaly jména Česká basketbalová liga a Extraliga muži (Slovenská republika).
7. listopadu 1992 bylo zaregistrováno občanské sdružení Česká basketbalová federace a 8. ledna 1993 byla ustanovena Asociace ligových klubů (ALK), jejímiž zakládajícími členy bylo sedm českých klubů mužů a šest českých klubů žen z původní 1. československé basketbalové ligy. Ustavující valná hromada přijala Statut ALK a byli zvolení funkcionáři ALK – guvernér Miloš Pražák, vedoucí sekce ligy mužů Ing. Pavel Majerík a vedoucí sekce ligy žen Jaroslav Šíp. Na valné hromadě v prosinci 1993 se Miloš Pražák vzdal funkce guvernéra a místo něho byl zvolen Jaroslav Křivý. Došlo k rozdělení ALK, protože se vyčlenila Asociace ženských ligových klubů (AŽLK). Od 3. února 2006 je předsedou ALK Zdeněk Bříza.

## Herní systém
Národní basketbalová liga je otevřená soutěž ve smyslu, že dochází k sestupování klubů do druhé nejvyšší české basketbalové soutěže – 1. ligy a naopak k postupu z 1. ligy do NBL.
Sezóna se skládá ze dvou částí: dlouhodobé části hrané systémem každý s každým a play-off, kdy osm nejlepších družstev hraje vylučovacím způsobem na tři vítězná utkání. Mezi základní částí a play-off se v některých letech hrála nadstavbová část.
Ještě v sezóně 2005/2006 byla dlouhodobá část hrána nejprve dvakrát každý s každým (22 kol) a pak dalších 10 kol ve dvou skupinách (lepších šest zvlášť a horších šest zvlášť).
V sezóně 2006/2007 byla dlouhodobá část hrána systémem čtyřikrát každý s každým (celkem 44 kol).
V sezóně 2010/2011 se hrála základní část bez účasti Nymburka, poté následovala nadstavbová část a předkolo play-off.

## Týmy v sezoně 2024/2025
- Basket Brno
- BK Armex Děčín
- Sršni Photomate Písek
- BC Geosan Kolín
- ERA Basketball Nymburk
- BK JIP Pardubice
- BK Olomoucko
- BK Opava
- NH Ostrava
- USK Praha
- BK Slavia Praha
- SLUNETA Ústí nad Labem
- GBA Lions Jindřichův Hradec

## Historie finále play-off NBL
V následujícím přehledu jsou uvedeny výsledky zápasů finále a o 3. místo v play-off v české basketbalové lize, od sezóny 1998/1999 pod názvem Mattoni Národní basketbalová liga (ve zkratce Mattoni NBL). Od sezóny 2007/2008 utkání o 3. místo se nehraje. Na třetím místě se umístí tým na lepším místě po druhé části soutěže. Obě poražená družstva v semifinále však získávají bronzové medaile.
| Sezóna    | Týmů | Zlatá medaile                    | play off                         | Stříbrná medaile                 | Bronzová medaile                                     | play off                         | 4. místo                         |
| --------- | ---- | -------------------------------- | -------------------------------- | -------------------------------- | ---------------------------------------------------- | -------------------------------- | -------------------------------- |
| 1993      | 7    | USK Praha                        | 3:0                              | BC Sparta Praha                  | Bioveta Ivanovice                                    | 3:1                              | BK NH Ostrava                    |
| 1993/1994 | 12   | Bioveta COOP Banka Brno          | 3:1                              | BC Tonak Nový Jičín              | BC Sparta Praha                                      | 3:2                              | BHC SKP Pardubice                |
| 1994/1995 | 12   | Bioveta COOP Banka Brno          | 3:1                              | Sokol Chán Vyšehrad              | USK Praha                                            | 3:1                              | BC Tonak Nový Jičín              |
| 1995/1996 | 12   | BC Stavex Brno                   | 3:1                              | USK Trident Praha                | BK NH Ostrava                                        | 3:2                              | BC Tonak Nový Jičín              |
| 1996/1997 | 12   | ICEC Opava Basketbal             | 3:1                              | USK Erpet Praha                  | ICEC Nový Jičín BC                                   | 3:1                              | BC Stavex Brno                   |
| 1997/1998 | 12   | ICEC Opava                       | 3:1                              | Mlékárna Kunín                   | BK SČE Děčín                                         | 3:2                              | BC Stavex Brno                   |
| 1998/1999 | 12   | Mlékárna Kunín                   | 4:0                              | USK Erpet Praha                  | BK Slovnaft Opava                                    | 3:1                              | BK NH Ostrava                    |
| 1999/2000 | 12   | USK Erpet Praha                  | 4:3                              | BK Opava                         | BVV Brno                                             | 3:1                              | Mlékárna Kunín                   |
| 2000/2001 | 12   | USK Erpet Praha                  | 4:3                              | BK Opava                         | Mlékárna Kunín                                       | 3:2                              | BVV Brno                         |
| 2001/2002 | 12   | BK Opava                         | 4:2                              | Mlékárna Kunín                   | BK GA Nymburk                                        | 3:0                              | BC Sparta Praha                  |
| 2002/2003 | 12   | BK Opava                         | 4:3                              | BK ECM Nymburk                   | Mlékárna Kunín                                       | 2:1                              | BC BVV ŽS Brno                   |
| 2003/2004 | 12   | BK ECM Nymburk                   | 4:2                              | Mlékárna Kunín                   | A PLUS Brno BC                                       | 2:1                              | BK Opava                         |
| 2004/2005 | 12   | ČEZ Basketball Nymburk           | 4:1                              | Mlékárna Kunín                   | BK Prostějov                                         | 2:1                              | A PLUS Brno BC                   |
| 2005/2006 | 12   | ČEZ Basketball Nymburk           | 4:1                              | Mlékárna Kunín                   | BK Prostějov                                         | 1:1                              | BK Děčín                         |
| 2006/2007 | 12   | ČEZ Basketball Nymburk           | 3:0                              | BK Prostějov                     | A PLUS OHL ŽS Brno                                   | 3:1                              | BK Děčín                         |
|           |      |                                  |                                  |                                  | Sezóny 2007/2008 - 2012/2013 poražení semifinalisté: |                                  |                                  |
| 2007/2008 | 12   | ČEZ Basketball Nymburk           | 4:1                              | Geofin Nový Jičín                | BK Prostějov                                         |                                  | BK Pardubice                     |
| 2008/2009 | 11   | ČEZ Basketball Nymburk           | 4:0                              | Geofin Nový Jičín                | BK Děčín                                             |                                  | BK Prostějov                     |
| 2009/2010 | 12   | ČEZ Basketball Nymburk           | 4:1                              | BK Prostějov                     | BK Nový Jičín                                        |                                  | BK Pardubice                     |
| 2010/2011 | 11   | ČEZ Basketball Nymburk           | 4:2                              | BK Prostějov                     | BK JIP Pardubice                                     |                                  | BK Děčín                         |
| 2011/2012 | 16   | ČEZ Basketball Nymburk           | 4:0                              | BK Prostějov                     | BK Děčín                                             |                                  | BC UNIKOL Kolín                  |
| 2012/2013 | 13   | ČEZ Basketball Nymburk           | 4:0                              | BK Prostějov                     | BK NH Ostrava                                        |                                  | BK JIP Pardubice                 |
| 2013/2014 | 14   | ČEZ Basketball Nymburk           | 3:0                              | BK Prostějov                     | BK Opava                                             | 2:1                              | BK JIP Pardubice                 |
| 2014/2015 | 12   | ČEZ Basketball Nymburk           | 3:0                              | BK Děčín                         | BK Prostějov                                         | 2:1                              | BK Opava                         |
| 2015/2016 | 12   | ČEZ Basketball Nymburk           | 3:0                              | BK Děčín                         | BK JIP Pardubice                                     | 2:0                              | BK Prostějov                     |
| 2016/2017 | 12   | ČEZ Basketball Nymburk           | 2:0                              | BK Děčín                         | BK JIP Pardubice                                     | 1,5:0,5                          | BK Opava                         |
| 2017/2018 | 12   | ČEZ Basketball Nymburk           | 2:0                              | BK Opava                         | BK JIP Pardubice                                     | 2:1                              | DEKSTONE Tuři Svitavy            |
| 2018/2019 | 12   | ČEZ Basketball Nymburk           | 3:0                              | BK Děčín                         | BK Olomoucko                                         | 2:0                              | DEKSTONE Tuři Svitavy            |
| 2019/2020 | 12   | Zrušeno kvůli pandemii covidu-19 | Zrušeno kvůli pandemii covidu-19 | Zrušeno kvůli pandemii covidu-19 | Zrušeno kvůli pandemii covidu-19                     | Zrušeno kvůli pandemii covidu-19 | Zrušeno kvůli pandemii covidu-19 |
| 2020/2021 | 12   | ERA Basketball Nymburk           | 2:0                              | BK Opava                         | BC Geosan Kolín                                      | 2:0                              | Basket Brno                      |
| 2021/2022 | 12   | ERA Basketball Nymburk           | 3:1                              | BK Opava                         | Basket Brno                                          | 2:1                              | SLUNETA Ústí nad Labem           |
| 2022/2023 | 12   | BK Opava                         | 3:1                              | BK Děčín                         | ERA Basketball Nymburk                               | 2:0                              | BK KVIS Pardubice                |
| 2023/2024 | 12   | ERA Basketball Nymburk           | 4:1                              | SLUNETA Ústí nad Labem           | BK Děčín                                             | 2:0                              | BK NH Ostrava                    |

## Přehled medailistů v samostatné české lize
| Klub                   | Zlatá medaile | Rok (skončení ligy)                                                                                             | Stříbrná medaile | Rok                                            | Bronzová medaile | Rok                    |
| ---------------------- | ------------- | --- | ---------------- | ---------------------------------------------- | ---------------- | ---------------------- |
| ČEZ Basketball Nymburk | 19            | 2004, 2005, 2006, 2007, 2008, 2009, 2010, 2011, 2012, 2013, 2014, 2015, 2016, 2017, 2018, 2019, 2021. 2022,2024 | 1                | 2003                                           | 2                | 2002, 2023             |
| BK Opava               | 5             | 1997, 1998, 2002, 2003, 2023                                                                                    | 5                | 2000, 2001, 2018, 2021, 2022                   | 2                | 1999, 2014             |
| USK Praha              | 3             | 1993, 2000, 2001                                                                                                | 3                | 1996, 1997, 1999                               | 1                | 1995                   |
| BC Brno                | 3             | 1994, 1995, 1996                                                                                                |                  |                                                | 4                | 1993, 2000, 2004, 2007 |
| Nový Jičín             | 1             | 1999 | 8                | 1994, 1998, 2002, 2004, 2005, 2006, 2008, 2009 | 4                | 1997, 2001, 2003, 2010 |
| BK Prostějov           |               | | 6                | 2007, 2010, 2011, 2012, 2013, 2014             | 4                | 2005, 2006, 2008, 2015 |
| BK Děčín               |               | | 5                | 2015, 2016, 2017, 2019, 2023                   | 4                | 1998, 2009, 2011, 2012 |
| BC Sparta Praha        |               | | 1                | 1993                                           | 1                | 1994                   |
| Sokol Vyšehrad         |               | | 1                | 1995                                           |                  |                        |
| BK Pardubice           |               | |                  |                                                | 4                | 2011, 2016, 2017, 2018 |
| NH Ostrava             |               | |                  |                                                | 2                | 1996, 2013             |
| BK Olomoucko           |               | |                  |                                                | 1                | 2019                   |
| BC Geosan Kolín        |               | |                  |                                                | 1                | 2021                   |
| Basket Brno            |               | |                  |                                                | 1                | 2022                   |

## Přehled celkových vítězů v československé a české nejvyšší soutěži
Zdroj: 
| Klub                    | Tituly | Vítězné ročníky |
| ----------------------- | ------ | --- |
| BC Brno                 | 23     | 1945/46, 1946/47, 1947/48, 1948/49, 1949/50, 1950/51, 1951, 1957/58, 1961/62, 1962/63, 1963/64, 1966/67, 1967/68, 1975/76, 1976/77, 1977/78, 1985/86, 1986/87, 1987/88, 1989/90, 1993/94, 1994/95, 1995/96 |
| ČEZ Basketball Nymburk  | 18     | 2003/04, 2004/05, 2005/06, 2006/07, 2007/08, 2008/09, 2009/10, 2010/11, 2011/12, 2012/13, 2013/14, 2014/15, 2015/16, 2016/17, 2017/18, 2018/19, 2020/21, 2021/22                                           |
| USK Praha               | 14     | 1964/65, 1965/66, 1968/69, 1969/70, 1970/71, 1971/72, 1973/74, 1980/81, 1981/82, 1990/91, 1991/92, 1993, 1999/00, 2000/01                                                                                  |
| YMCA Praha              | 10     | 1929/30, 1930/31, 1931/32, 1932/33, 1933/34, 1934/35, 1935/36, 1936/37, 1937/38, 1943/44, 1944/45 |
| BK Opava                | 5      | 1996/97, 1997/98, 2001/02, 2002/03, 2022/23 |
| ÚDA Praha               | 3      | 1953/54, 1954/55, 1955/56 |
| BK SK Žabovřesky        | 2      | 1941/42, 1942/43 |
| BK Moravská Slavia Brno | 2      | 1952, 1953 |
| Slovan Orbis Praha      | 2      | 1956/57, 1958/59 |
| BC Sparta Praha         | 2      | 1939/40, 1959/60 |
| Dukla Olomouc           | 2      | 1972/73, 1974/75 |
| Sokol Královo Pole      | 1      | 1938/39 |
| Sokol Pražský           | 1      | 1940/41 |
| BK JIP Pardubice        | 1      | 1983/84 |
| Unibon Nový Jičín       | 1      | 1998/99 |